# Karib (språk)
Karib (eget namn kari'nja eller karìna auran) är ett karibiskt språk som talas i norra delar av Sydamerika: Franska Guyana, Surinam, Guyana och Venezuela. Antal talare är cirka 8600 varav de största grupperna finns i Venezuela och Franska Guyana.
Karib anses vara hotat.
Språket skrivs med latinska alfabetet. Nya testamentet översattes till karib år 2010.

## Fonologi

### Vokaler
|              | Främre | Central | Bakre |
| ------------ | ------ | ------- | ----- |
| Sluten       | i      | i       | u     |
| Mellansluten | e      |         | o     |
| Öppen        |        | a       |       |

Källa:

### Konsonanter
|             | Labial | Alveolar | Palatal | Velar |
| ----------- | ------ | -------- | ------- | ----- |
| Nasal       | m      | n        |         |       |
| Klusil      | p      | t        |         | k     |
| Frikativ    |        | s        |         |       |
| Tremulant   |        | r        |         |       |
| Approximant | w      |          | j       |       |

Källa:

## Lexikon och grammatik
Räkneord 1-10 på karib:
| 1    | 2   | 3     | 4       | 5        | 6          | 7         | 8           | 9             | 10         |
| ---- | --- | ----- | ------- | -------- | ---------- | --------- | ----------- | ------------- | ---------- |
| òwin | oko | oruwa | okupàen | ainatone | òwin-tòima | oko-tòima | oruwa-tòima | okupàen-tòima | ainapatoro |

Den vanligaste ordföljden är subjekt-objekt-verb.